# Словацкое учёное товарищество
Словацкое учёное товарищество или Товарищество литературного искусства или (более раннее наименование) Учёное словацкое товарищество (словацкое написание: Slovenské učené tovarišstvo, Tovarišstvo literného umenia, Učené slovenské tovarišstvo, изначально Slowenské učené Towarišstwo или Towarišstwo litterného umeňá) — объединение приверженцев бернолаковцев в Словакии, основной целью которого была популяризация словацкого языка и литературы. Объединение было основано в 1792 году в Трнаве в результате национальных усилий по повышению уровня культуры и просвещения среди словаков. Членами и главными деятелями объединения были Антон Бернолак, Юрай Фандли, Йозеф Игнац Байза, Ян Голлы, Александр Руднаи и другие.
Антон Бернолак и Юрай Фандли стремились создать такое общество, которое издавало бы просветительские труды и способствовало народному образованию. Таким обществом стало Словацкое учёное товарищество, главной целью которого было организовать и возглавить национальное движение, а также помогать интеллигенции вести воспитательную, образовательную и информационно-просветительскую деятельность. В этой связи были основаны филиалы Товарищества в городах Нитра, Банска-Бистрица, Эгер, Вельке-Ровно, а также в восточной Словакии: в Соливаре, Тренчине и Кошице. К концу третьего года своего существования по всей Словакии в товарищество вступило около 450 членов.
Члены Товарищества проявляли большой интерес к выпуску словацких газет и журналов, поскольку именно в них они видели важный инструмент влияния на общественное мнение и укрепления словацкой идеи. В венском филиале Товарищества было решено издавать газету на бернолаковском словацком языке, поскольку именно в столице можно было почерпнуть больше всего самых последних и актуальных новостей из области внутренней политики. Основной целью издания газеты было «распространение, очищение и подчёркивание красоты нашего словацкого языка», но планам об издании газеты не суждено было сбыться.